# Emanuel Braun
Emanuel Braun (Mezökomarom, jugoistočno od Blatnog jezera/Vesprim, Mađarska, 1845./1848. − Đurđevac, 1937.), hrv. industrijalac iz zajednice Židova, podrijetlom iz Mađarske. Zaslužni je industrijalizator Đurđevca. Bio je na glasu kao korektni poslodavac koji je zaposlio više od stotinjak mještana, a s radnicima je ljudski postupao. Oženio se Julijom Deutsch iz Ferdinandovca. Imao je dvojicu sinova, Šandora i Ludwiga i kći Ernestinu.

## Životopis
Rodio se je u Vesprimu u Mađarskoj 1845. godine; po drugim izvorima, u selu Mezökomaromu jugoistočno od Blatnog jezera u Mađarskoj. U Đurđevac je doselio kad i drugi Židovi u Podravinu, iz Mađarske, kad je ukinuta Vojna krajina, uspostavljena civilna vlast i reintegrirana pod Hrvatsko Kraljevstvo. Nadošli Židovi došli su iz krajeva gdje je već bila postojala razvijena industrija suvremenih parnih mlinova.
Kao mladić doselio je u Đurđevec. Prvi posao kojim se je bavio bila je trgovina starim krpama i prodaja kramarske robe. Nakon što je stekao dostatnu glavnicu za početak, upustio se je u mlinarstvo. Pretpostavlja se da je negdje u rodnoj Mađarskoj bio šegrt u mlin i izučio mlinarski obrt.
U Đurđevcu i okolicu izgradio je suvremene mlinove, točnije, za to je preuredio vojničko skladište u središtu Đurđevca. Posao je proširio i uskoro se uz ovu zgradu koja je dominirala središtem Đurđevca, u sklopu paromlina pokrenuo je pilanu i električnu centralu. Premda je i prije Braunovog bilo mlinova u Đurđevcu (veleposjednika Eduarda Nöthiga), Braunov je bio prvi suvremeni mlin (Braunov paromlin d.d.) i prvi mlin u Đurđevcu kojem su vlasnici bili Židovi. Koliko je prinos Braunovog paromlina bio važan, govori činjenica da mlinarstvo nikako nije izgubilo na važnosti tijekom vremena, u Podravini bio je najvažnija industrijska grana, dok u samom Đurđevcu i jedina industrijska grana. Poznati Braunov mlin izgorio je u požaru 1960. godine.
Drugo veliko ulaganje Emanuela Brauna bila je koncesija ugljenokopa kod Starigrada kod Koprivnice. Ugljen iz tog kopa nije koristio za se, jer je bio predaleko, nego ga je prodavao mlinu i tvornicama u Koprivnici jer mu je to bilo bliže i isplativije, a za svoje je potrebe kupovao je ugljen od Martina Peršića iz Đurđevca koji je imao koncesiju na kozarevački ugljenokop. Poslije je otkupio taj ugljenokop od Peršića.
U Koprivnici je s drugim dioničarima pokrenuo tvornicu ulja. Ista je 1928. narasla toliko da je bila najveći industrijski pogon za preradu ulja u cijeloj Kraljevini SHS.
Braunova zasluga je i na polju infrastrukture. Sugrađanima je doveo struju, zahvaljujući generatoru koji je nabavio za mlin. Tako je već je 1929. električna rasvjeta bila uvedena u novu župnu crkvu u Đurđevcu i u gradsko središte.
Poznat kao drvotržac, suosnivač i član ravnateljstva Prve podravske dioničarske štedionice, član NO Zadruge za uzajamnu pomoć, blagajnik Svete bratovštine Chevrah-Kadischah u Đurđevcu, zastupnik u skupštini Bjelovarsko-križevačke županije i član Trgovinsko-obrtne komore u Zagrebu.
Zaslužan je i na ekološkom polju. Đurđevečki peski pošumljavanje duguju njemu.
Obitelj mu je pretrpjela tragediju holokausta tijekom drugog svjetskog rata, a paromlin je poslije rata nacionaliziran.
Braun je izlagao na jubilarnoj gospodarskoj izložbi 1891. godine u Zagrebu. Za izloženi ugljen iz svojih kopova osvojio je malu kolajnu.